# Roudozem (obchtina)
Smolyan (bulgare : Рудозем) est une obchtina de l'oblast de Smolyan en Bulgarie.

## Localités
- Rudozem (chef-lieu)
- Boevo
- Borie
- Breza
- Burchevo
- Byala reka
- Vitina
- Voykova laka
- Gramade
- Dobreva cheresha
- Dabova
- Elhovets
- Ivanovo
- Kokortsi
- Koritata
- Mochure
- Ogled
- Plovdivtsi
- Polyana
- Ravninata
- Ribnitsa
- Sopotot
- Chepintsi